# Окружне лиге Србије у фудбалу
Окружне лиге су пети ниво лигашких фудбалских такмичења у Србији. Укупно има 30 лига у овом рангу такмичења: 20 окружних, 6 подручних (ПФЛ) и 5 градских лига. Виши ранг такмичења су Зонске лиге (11 група), а нижи су разне Међуопштинске лиге (52 лига).

## Окружне лиге:
| Име лиге                              | Регионални савез | Бр. клубова | Првак (2018/19)             |
| ------------------------------------- | ---------------- | ----------- | --------------------------- |
| Рашка окружна лига                    | ФС РЗС           | 16          | Радник Ушће                 |
| Моравичка окружна лига - група А      | ФС РЗС           | 10          |                             |
| Моравичка окружна лига - група Б      | ФС РЗС           | 10          |                             |
| Прва лига Крагујевца                  | ФС РЗС           | 16          | Корићани                    |
| Браничевска окружна лига              | ФС РЗС           | 16          | Поморавље Влашки До         |
| Подунавска окружна лига               | ФС РЗС           | 16          | Слобода Липе                |
| Шумадијска окружна лига               | ФС РЗС           | 16          | Слога Бат 1924 Баточина     |
| Мачванска окружна лига                | ФС РЗС           | 16          | Младост Прњавор             |
| Колубарска окружна лига               | ФС РЗС           | 16          | Младост Драчић              |
| Златиборска окружна лига              | ФС РЗС           | 16          | Јасен Бродарево             |
| Нишавска окружна лига                 | ФС РИС           | 16          | Земљорадник Балајнац        |
| Пчињска окружна лига                  | ФС РИС           | 16          | Небески Анђели Врање        |
| Јабланичка окружна лига - група Исток | ФС РИС           | 12          |                             |
| Јабланичка окружна лига - група Запад | ФС РИС           | 12          |                             |
| Пиротска окружна лига                 | ФС РИС           | 12          | Рајко Митић Бела Паланка    |
| Топличка окружна лига                 | ФС РИС           | 14          | Светлост Бадњевац           |
| Прва Нишка лига                       | ФС РИС           | 16          | Рудар Јелашница             |
| Поморавска окружна лига               | ФС РИС           | 18          | Кушиљево                    |
| Борска окружна лига                   | ФС РИС           | 16          | ОФК Бор                     |
| Зајечарска окружна лига               | ФС РИС           | 16          | ОФК 019 Зајечар             |
| Прва Расинска окружна лига            | ФС РИС           | 18          | Мешево                      |
| ПФЛ Зрењанин                          | ФСВ              | 16          | Црвена звезда Војвода Степа |
| ПФЛ Панчево                           | ФСВ              | 16          | Борац Старчево              |
| ПФЛ Сомбор                            | ФСВ              | 16          | Стари Град Бачка Паланка    |
| Новосадска лига                       | ФСВ              | 16          | Младост Нови Сад            |
| ПФЛ Суботица                          | ФСВ              | 16          | Војводина Бачко Градиште    |
| ПФЛ Сремска Митровица                 | ФСВ              | 16          | Слобода Доњи Товарник       |
| Прва Београдска лига група А          | ФСБ              | 14          | Дунав Велико Село           |
| Прва Београдска лига група Б          | ФСБ              | 14          | Младост Цветовац            |
| Прва Београдска лига група Ц          | ФСБ              | 14          | Врчин                       |
| Косовска окружна лига                 | ФС КиМ           | 8           | Полет Лапље Село            |
| Окружна лига Косовског Поморавља      | ФС КиМ           | 8           | Глама Коретиште             |
| Окружна лига Косовска Митровица       | ФС КиМ           | 6           |                             |

ФС РЗС = Фудбалски савез Региона западне Србије; ФС РИС = Фудбалски савез Региона источне Србије; ФСВ = Фудбалски савез Војводине; ФСБ = Фудбалски савез Београда; ФС КиМ = Фудбалски савез Косова и Метохије